# 文灶站 (厦门地铁)
文灶站（廈門話：/mua˧˧ t͡sau˨˩/，白話字: Môa-chàu，台羅 :Muâ-tsàu）是厦门轨道交通1号线的地铁车站，位于中华人民共和国福建省厦门市思明区湖滨中路与嘉禾路路口北侧地下，车站于2017年12月31日随1号线全线通车启用。车站与厦门快速公交的文灶站相连接。

## 站名
文灶站所在的地區原名「麻灶」，後地名雅化為「文灶」。

## 车站

### 楼层
文灶站设有2层，建筑面积14280平方米。车站地下一层为站厅层；地下二层为1号线站台层，含1个岛式站台。
| 地面层   | 出入口                               |                                      |                                      |
| 地下一层 | 站厅                                 | 商店、票务服务、客服中心、进出站闸机 | 商店、票务服务、客服中心、进出站闸机 |
| 地下二层 |                                      | 1 往岩内方向 （湖滨东路）            |                                      |
| 地下二层 | 岛式站台，列车运行方向左侧的车门开启 |                                      |                                      |
| 地下二层 | 1 往鎮海路方向 （将军祠）            |                                      |                                      |

### 出入口
文灶站在1号线全线通车时只设有2个出入口。2018年，车站2号出入口投入使用，令车站增至3个出入口。其中，出入口1号附有升降机。
| 编号      | 无障碍设施 | 出口指示 | 建议前往的目的地         |
| --------- | ---------- | -------- | ------------------------ |
| 1         | 升降机标志 |          | 厦门交通银行大厦（南门） |
| 2         |            |          | 碧宫酒店                 |
| 4         |            |          | 鑫叶投资综合楼、银龙广场 |
| 6         |            |          |                          |
| 註： 設有 |            |          |                          |

## 接驳交通
厦门快速公交文灶站位于地铁站东南方，毗邻出入口2号。